# Prosymna angolensis
Prosymna angolensis är en ormart som beskrevs av Boulenger 1915. Prosymna angolensis ingår i släktet Prosymna och familjen snokar. IUCN kategoriserar arten globalt som livskraftig. Inga underarter finns listade i Catalogue of Life.
Arten förekommer i södra Angola, norra Namibia, norra Botswana, södra Zambia och västra Zimbabwe. Habitatet utgörs av savanner och ibland besöks lövfällande skogar. Honor lägger ägg.